# Lohayong II
Lohayong II is een bestuurslaag in het regentschap Flores Timur van de provincie Oost-Nusa Tenggara, Indonesië. Lohayong II telt 1579 inwoners (volkstelling 2010).